# 29e cérémonie des IDA Awards
La 29e cérémonie des IDA Awards, décernés par l'International Documentary Association, a eu lieu le 6 décembre 2013, et a récompensé les films documentaires réalisés dans l'année,.
Les nominations ont été annoncées le 29 octobre 2013.

## Palmarès

### Meilleur film
- The Square
  - The Act of Killing
  - Blackfish
  - Let the Fire Burn
  - Stories We Tell

### Meilleur court métrage
- Slomo
  - The Education of Mohammad Hussein
  - The Flogsta Roar
  - Nine to Ninety
  - Vultures of Tibet

### Meilleure série limitée
- Inside Man
  - 180 Days: A Year Inside An American High School
  - Inside Combat Rescue
  - Viewfinder: Latin America
  - Witness

### Meilleure série continue
- Independent Lens (en)
  - 30 for 30
  - Curiosity
  - POV
  - Real Sports With Bryant Gumbel

### Pare Lorentz Award
- A Place At The Table de Lori Silverbush et Kristi Jacobson
  - Mention spéciale : A River Changes Course de Kalyanee Mam

### David L. Wolper Student Documentary Award
- My Sister Sarah
  - Between Land and Sea
  - Ome: Tales From A Vanishing Homeland
  - Sodiq
  - Why We Race

### Humanitas Documentary Award
- Blood Brother
  - Antons Right Here
  - Let the Fire Burn
  - The Square

### ABC News Videosource Award
- The Trials of Muhammad Ali
  - All The President's Men Revisited
  - Free Angela And All Political Prisoners
  - Let the Fire Burn
  - We Steal Secrets: The Story of WikiLeaks

### Creative Recognition Award Winners
- Meilleur scénario : How To Make Money Selling Drugs – Matthew Cooke
- Meilleure photographie : Pablo's Winter – Julian Schwanitz
- Meilleur montage : Let the Fire Burn – Nels Bangerter
- Meilleure musique : Narco Cultura – Jeremy Turner

### Career Achievement Award
- Alex Gibney pour l'ensemble de sa carrière

### IDA Amicus Award
- Geralyn Dreyfous pour l'ensemble de ses productions (Born into Brothels, The Invisible War, The Day My God Died, The Square et The Crash Reel)

### Courage Under Fire Award
- Laura Poitras pour « sa bravoure exceptionnelle à la recherche de la vérité »

### Jacqueline Donnet Emerging Documentary Filmmaker Award
- Zachary Heinzerling pour Cutie and the Boxer